# Pasmo Kalwaryjskie
Pasmo Kalwaryjskie – pasmo górskie na terenie Pogórza Przemyskiego, o przebiegu prawie południkowym, na swoim północnym odcinku stanowi północną granicę Karpat.
Rozciąga się ono od doliny Wiaru koło Huwnik, a kończy nad doliną rzeki Wyrwa koło Dobromila. Długość pasma wynosi około 15 km. Głównymi szczytami są: Magdalenka (393 m n.p.m.), Ostre (415 m n.p.m.), Wysoka Góra (509 m n.p.m.), Glinianka (505 m n.p.m.).
Na południu Przełęcz pod Kiczerą (445 m n.p.m.) oddziela pasmo od Masywu Suchego Obycza.